# Basilique Santa Maria Maggiore de Bergame
La basilique Santa Maria Maggiore est une église catholique située dans la vieille ville de Bergame, en Lombardie, sur la Piazza del Duomo, dans la Città Alta.
Sa construction commença en 1137, et s'échelonna dans la seconde moitié du XIIe siècle, mais ne s'acheva pas. L'extérieur conserve le style architectural d'art roman lombard originel, tandis que l'intérieur est décoré dans le style baroque des XVIe et XVIIe siècles.

## Histoire
Selon la tradition populaire, en partie soutenue par des documents, la basilique a été construite pour répondre à une promesse faite à Notre-Dame de Bergame en 1133 pour qu'elle protège la ville de la peste.
Une inscription visible sur le portail de l'entrée méridionale (dite des Lions blancs) pourrait laisser supposer que le début de la construction de la basilique remonte à l'année 1137. Mais, il est beaucoup plus probable que les travaux ne commencèrent qu'en 1157, sur le site d'une église du VIIIe siècle préexistante, qui était dédiée à la Vierge, elle-même construite à l'emplacement d'un temple païen dédié au dieu Clémence. Malheureusement, nous ne disposons aujourd'hui d'aucune source confirmant ces faits,.

## L'extérieur

### Porche Nord, dit desLions roses
Le porche Nord, dit des Lions roses s'ouvre dans le transept gauche et donne accès à la Piazza del Duomo. Il est surmonté par un prothyron de Giovanni da Campione, daté de 1353, soutenu par des colonnes à la base desquelles se trouvent deux lions stylophores en marbre de Vérone. Ces lions sont représentés en pied, et entourés de figures humaines et animales,.
L'arche possède une archivolte parcourue d'une frise avec des scènes de chasse, tandis que la voûte est décorée de losanges polychromes.

### Baptistère
Le baptistère a été construit en 1340 par Giovanni da Campione. Il était situé au fond de la nef centrale, où il est resté jusqu'en 1660. Au cours des siècles suivants il a été transféré à plusieurs reprises pour être finalement installé, en 1898, sur la place en face de la Chapelle Colleoni,.

### L'intérieur
Dans le chœur de la basilique se trouve un ensemble remarquable de boiseries incrustées de marqueteries dues aux talents combinés de Lorenzo Lotto (1480 - 1556) qui en a fait les cartons et de l'ébéniste Giovanni Francesco Capoferri.
Ciro Ferri réalisa de 1665 à 1667, la décoration à fresques du transept gauche,.

## Photographies

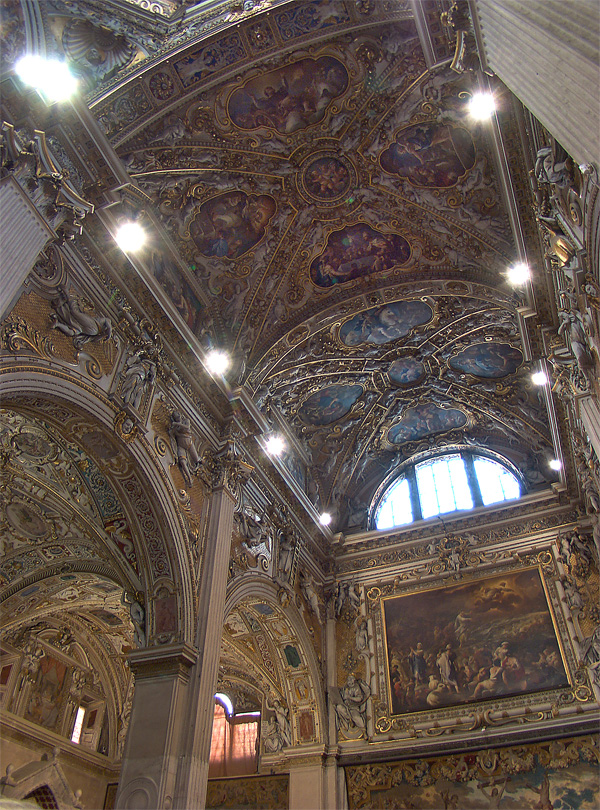
L'intérieur
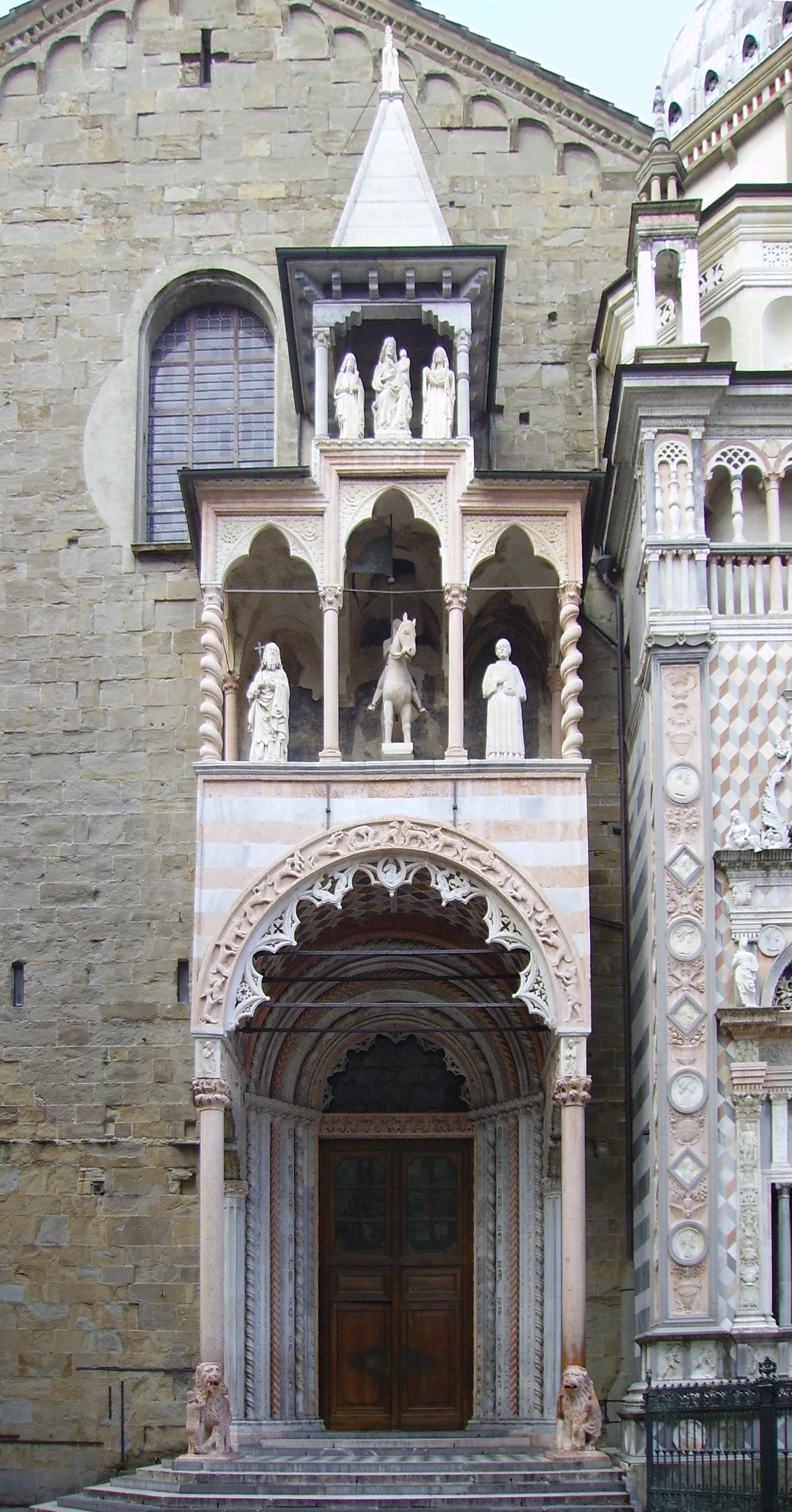
Nord de la Basilique Santa Maria Maggiore
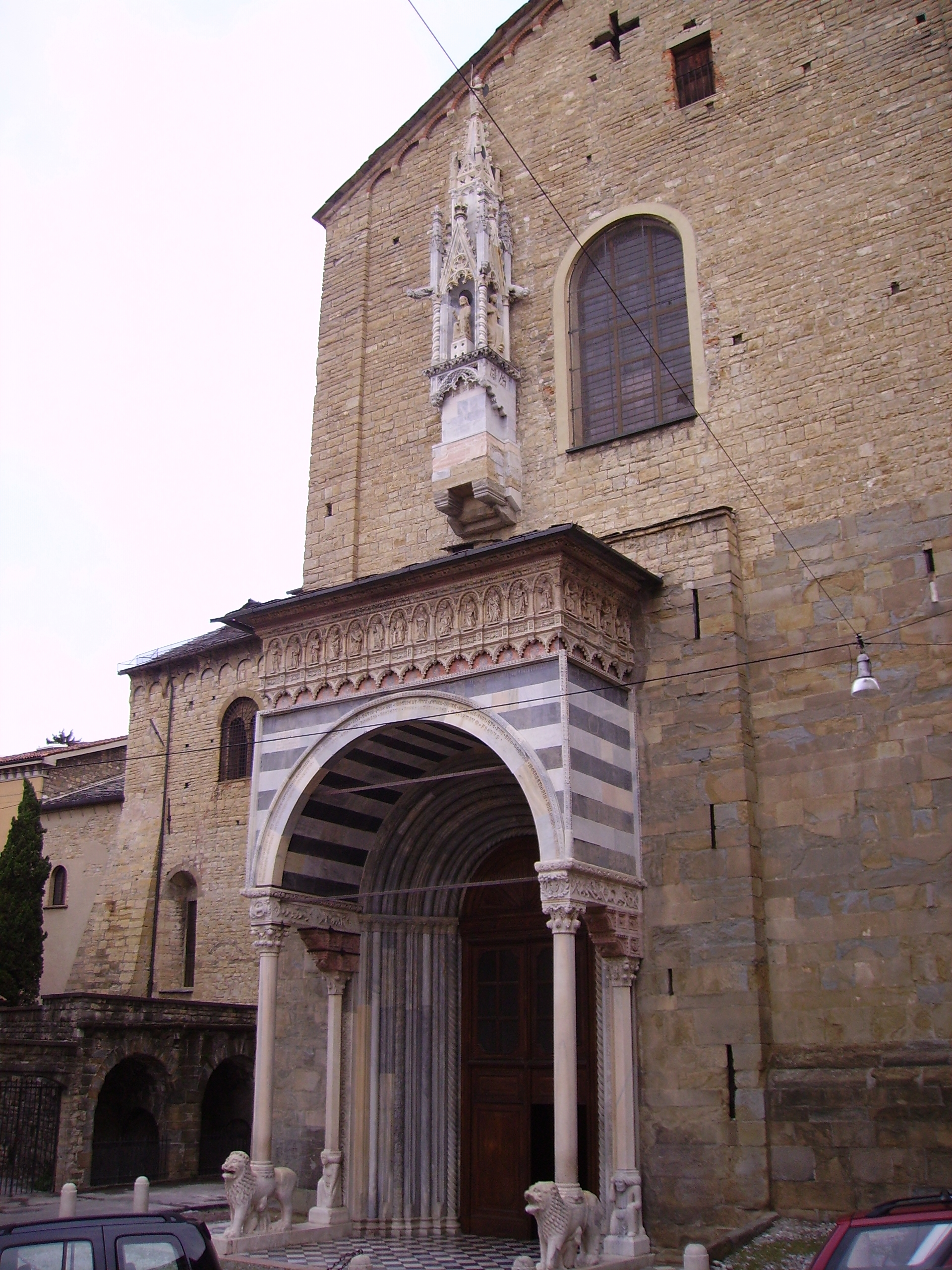
Porche méridional dit des Lions blancs
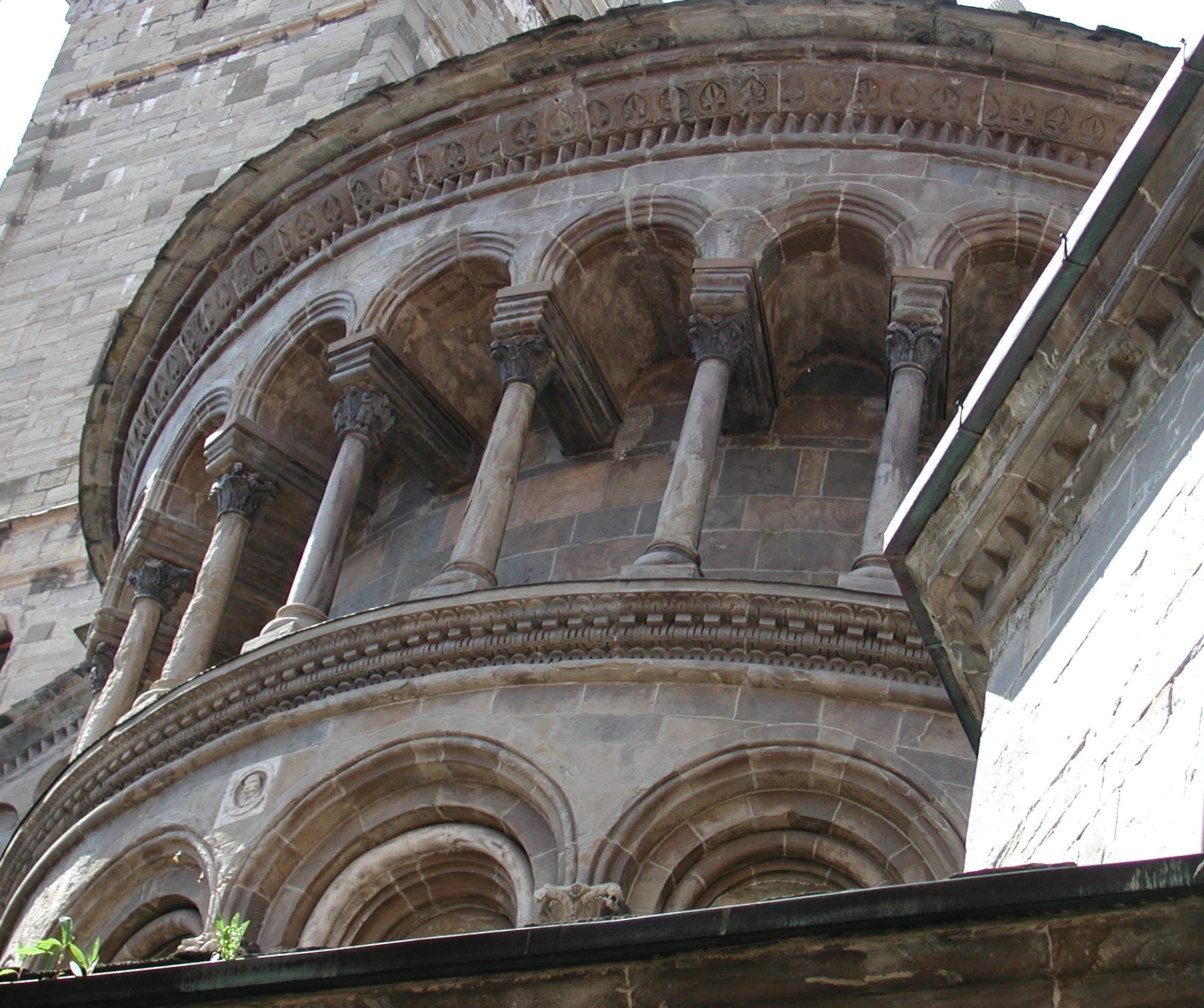
Détail de l'abside centrale
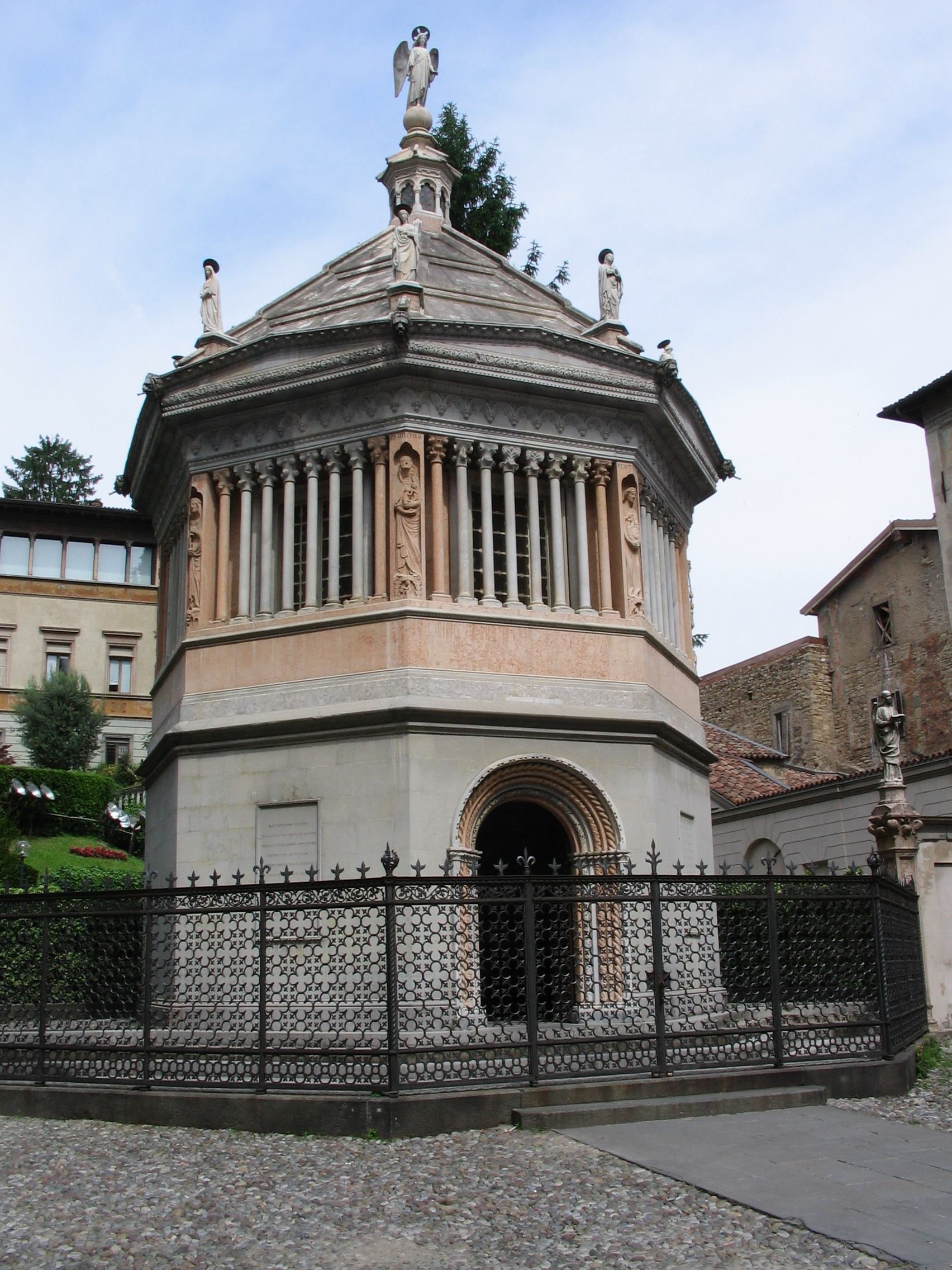
Le Baptistère
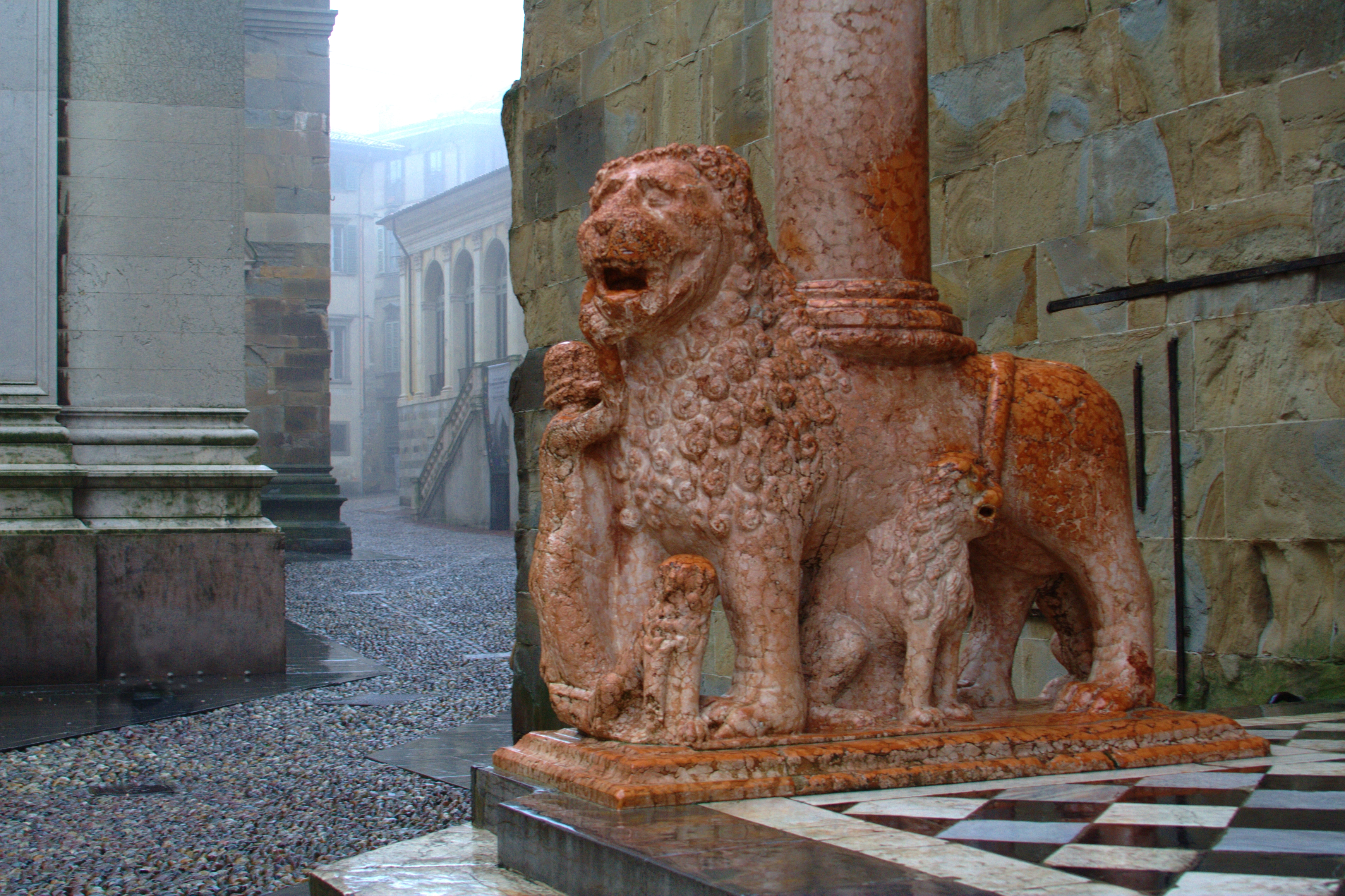
Un des Lions roses soutenant une colonne du Portail Nord
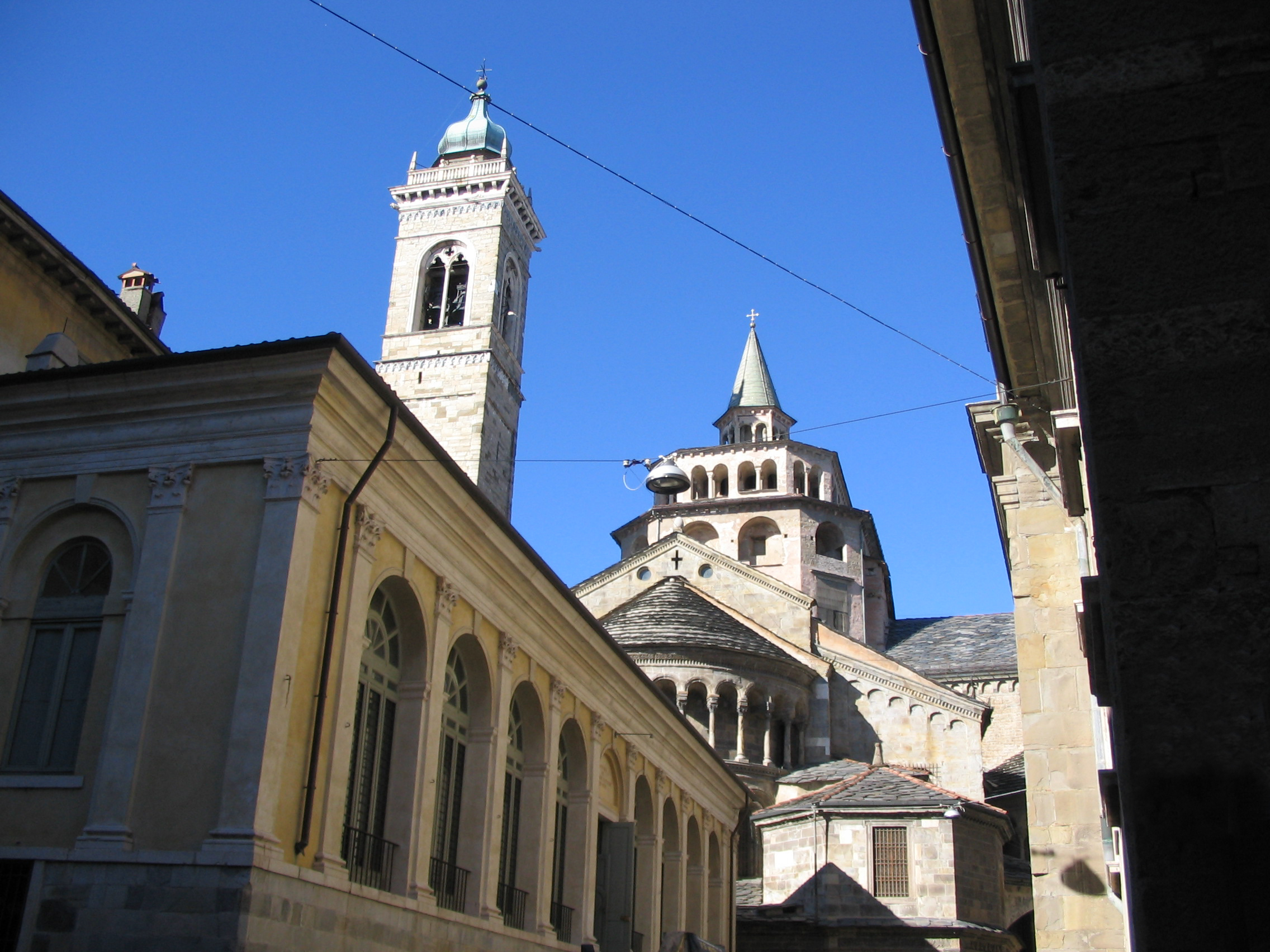
Vue d'ensemble
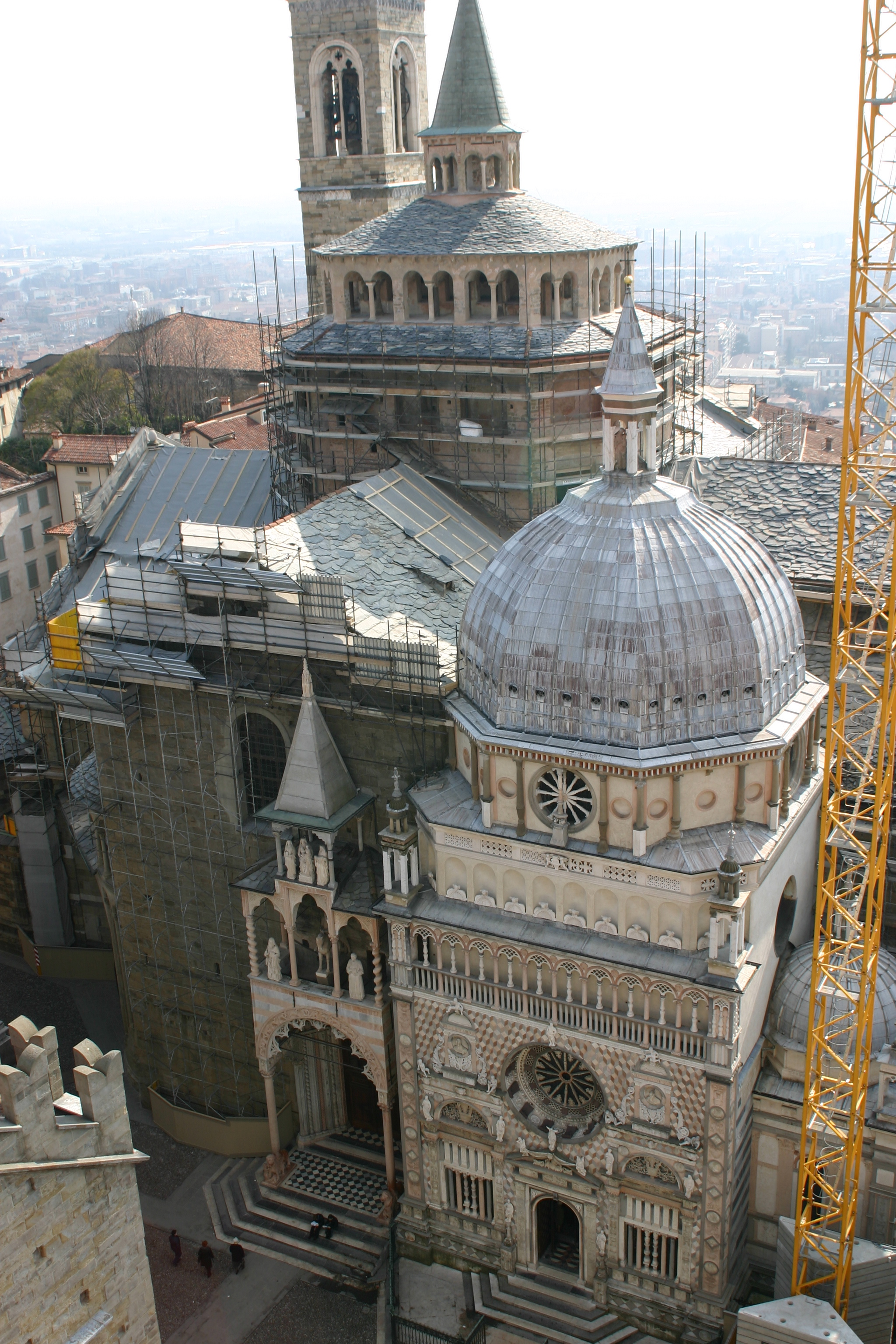
Vue des toits
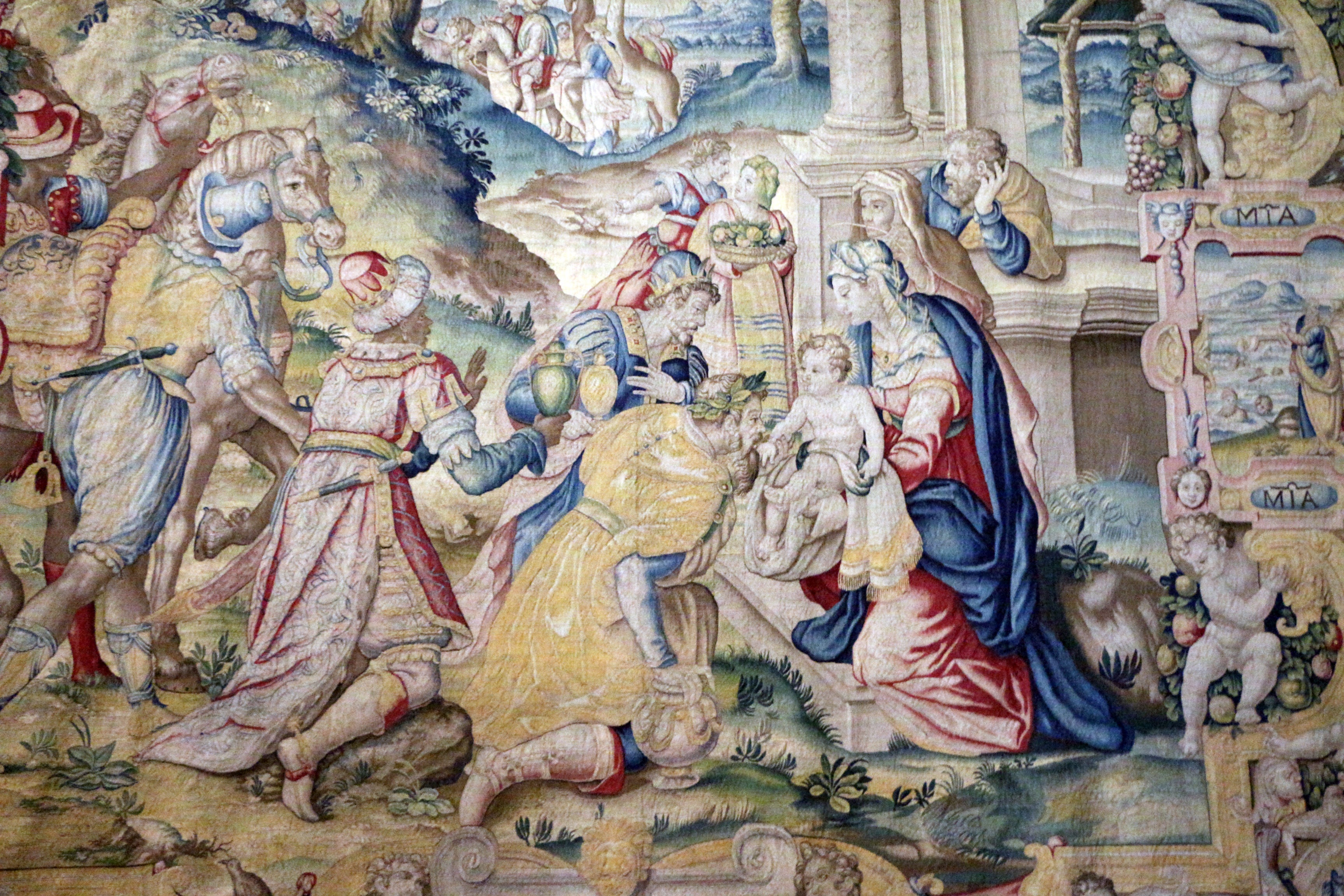
Adoration des rois Mages, tapisserie médicéenne sur carton d'Alessandro Allori, 1583